# Glaine-Montaigut
Pour les articles homonymes, voir Montaigut.
Glaine-Montaigut est une commune française située dans le département du Puy-de-Dôme, en région Auvergne-Rhône-Alpes. Elle fait partie de l'aire d'attraction de Clermont-Ferrand.

## Géographie

### Localisation
Lieux-dits et écarts : Chez Coque, les Boutoux, le Bouy, les Abournis, les Charbonniaux, les Genestoux, les Vegheants, Montaigut, Thermorel, les Theilloux, la Molière, les Salles, les Forons, les Oliviers, le Communal de Besse, le Chaffour, le Chamoirat, la Rudelle.
Huit communes sont limitrophes :
| Moissat | Ravel                   | Bort-l'Étang |
| Reignat | Glaine-Montaigut        | Neuville     |
| Billom  | Égliseneuve-près-Billom | Bongheat     |

### Climat
Pour des articles plus généraux, voir Climat d'Auvergne-Rhône-Alpes et Climat du Puy-de-Dôme.
En 2010, le climat de la commune est de type climat océanique dégradé des plaines du Centre et du Nord, selon une étude du Centre national de la recherche scientifique s'appuyant sur une série de données couvrant la période 1971-2000. En 2020, Météo-France publie une typologie des climats de la France métropolitaine dans laquelle la commune est exposée à un climat de montagne ou de marges de montagne et est dans la région climatique Nord-est du Massif Central, caractérisée par une pluviométrie annuelle de 800 à 1 200 mm, bien répartie dans l’année.
Pour la période 1971-2000, la température annuelle moyenne est de 11,4 °C, avec une amplitude thermique annuelle de 16,7 °C. Le cumul annuel moyen de précipitations est de 763 mm, avec 9 jours de précipitations en janvier et 7,2 jours en juillet. Pour la période 1991-2020, la température moyenne annuelle observée sur la station météorologique de Météo-France la plus proche, « Fayet-le-Château », sur la commune de Fayet-le-Château à 9 km à vol d'oiseau, est de 11,2 °C et le cumul annuel moyen de précipitations est de 889,9 mm,. Pour l'avenir, les paramètres climatiques de la commune estimés pour 2050 selon différents scénarios d'émission de gaz à effet de serre sont consultables sur un site dédié publié par Météo-France en novembre 2022.

## Urbanisme

### Typologie
Au 1er janvier 2024, Glaine-Montaigut est catégorisée commune rurale à habitat dispersé, selon la nouvelle grille communale de densité à sept niveaux définie par l'Insee en 2022.
Elle est située hors unité urbaine. Par ailleurs la commune fait partie de l'aire d'attraction de Clermont-Ferrand, dont elle est une commune de la couronne,. Cette aire, qui regroupe 209 communes, est catégorisée dans les aires de 200 000 à moins de 700 000 habitants,.

### Occupation des sols
L'occupation des sols de la commune, telle qu'elle ressort de la base de données européenne d’occupation biophysique des sols Corine Land Cover (CLC), est marquée par l'importance des territoires agricoles (89,9 % en 2018), une proportion sensiblement équivalente à celle de 1990 (89,5 %). La répartition détaillée en 2018 est la suivante :
terres arables (36,1 %), prairies (31,9 %), zones agricoles hétérogènes (21,8 %), forêts (10,1 %). L'évolution de l’occupation des sols de la commune et de ses infrastructures peut être observée sur les différentes représentations cartographiques du territoire : la carte de Cassini (XVIIIe siècle), la carte d'état-major (1820-1866) et les cartes ou photos aériennes de l'IGN pour la période actuelle (1950 à aujourd'hui).

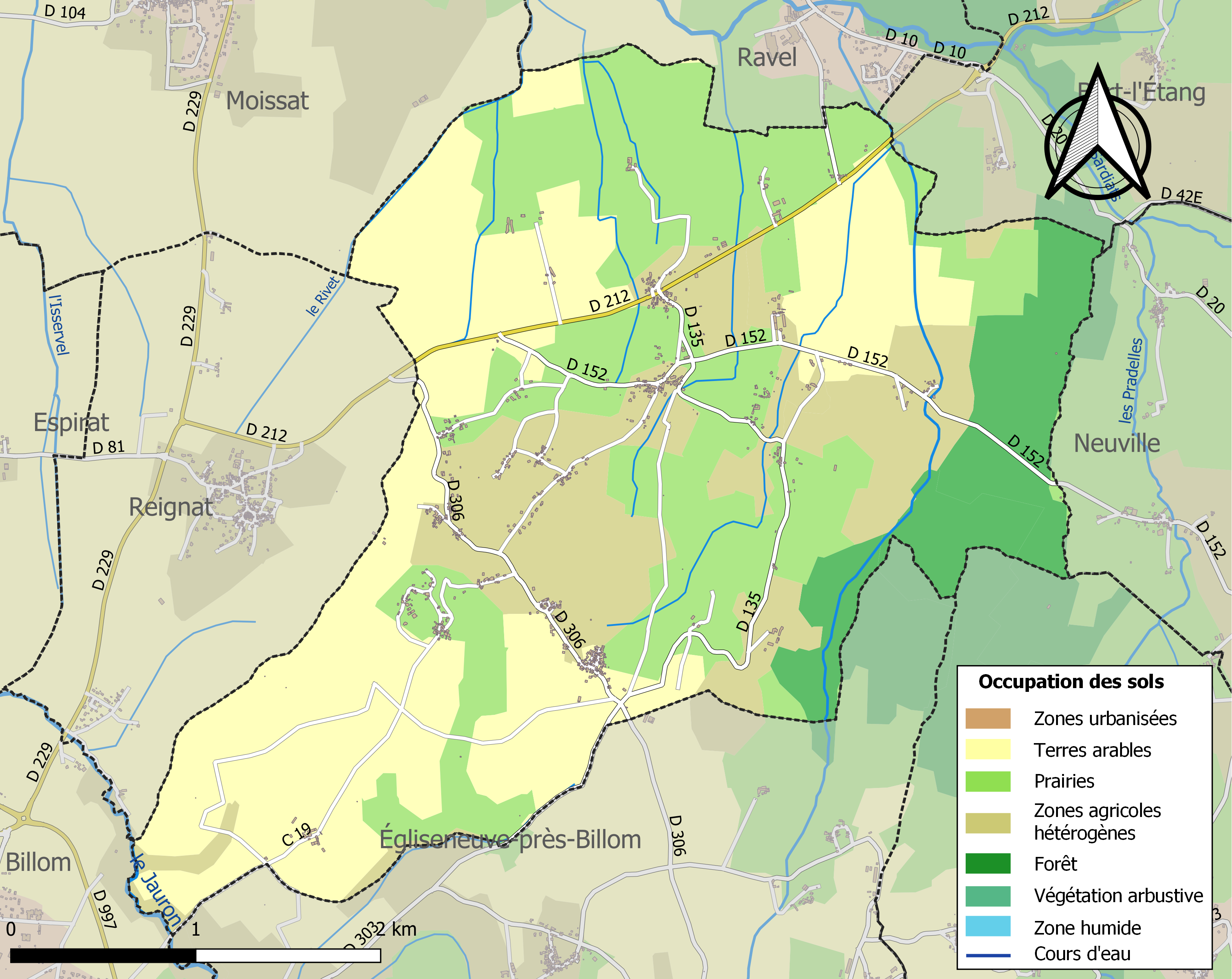
Carte des infrastructures et de l'occupation des sols de la commune en 2018 (CLC).

### Voies de communication et transports
La commune est desservie par la route départementale 212 reliant Billom au sud-ouest à Peschadoires au nord-est, ainsi que par la D 135 reliant Glaine à la D 303 sur la commune d'Égliseneuve-près-Billom au sud, la D 152 desservant le lieu-dit de Glaine et continuant vers Neuville à l'est, et la D 306 reliant la D 212 au centre d'Égliseneuve-près-Billom.

## Histoire
Le château de Montaigut était le siège d'une seigneurie relevant des Aycelin, qui avaient aussi Listenois à Saulzet.
Le château de la Molière, à Glaine, recoupa le destin de plusieurs grandes familles féodales : les Aycelin, La Chassaigne, St-Germain d'Apchon, Clermont-Lodève, d'Urfé, Chazeron, Montmorin-St-Herem (voir plus bas > Lieux et Monuments).

## Politique et administration

### Découpage territorial
La commune de Glaine-Montaigut est membre de la communauté de communes Billom Communauté, un établissement public de coopération intercommunale (EPCI) à fiscalité propre créé le 1er janvier 2017 dont le siège est à Billom. Ce dernier est par ailleurs membre d'autres groupements intercommunaux.
Sur le plan administratif, elle est rattachée à l'arrondissement de Clermont-Ferrand, à la circonscription administrative de l'État du Puy-de-Dôme et à la région Auvergne-Rhône-Alpes.
Sur le plan électoral, elle dépend du canton de Billom pour l'élection des conseillers départementaux, depuis le redécoupage cantonal de 2014 entré en vigueur en 2015, et de la cinquième circonscription du Puy-de-Dôme pour les élections législatives, depuis le dernier découpage électoral de 2010.

### Hameaux
La commune de Glaine-Montaigut est composée de 47 hameaux : Champ de Brard, Chez Caillade, Chez Carème, Chez Coque, Chez Patissier, Grenier, Haute Soulane, l’Olivier, la Cartade, la Charme, la Côte, la Croix des Rameaux, la Live, Maison Blanche, la Molière, la Mothe, la Palle, la Rudelle, la Treille, le Bitord, le Bourg, le Bouy, le Chaffour, le Chamoirat, le Communal de Besse, les Abournis, les Boutoux, les Charbonniaux, les Cornets, les Dards, les Forons, les Froments, les Fumades, les Genestoux, les Guérins, les Ossiaux, les Sagnes, les Teilhoux, les Varennes, les Végheants, Loche, Lorelle, Montaigut, Puy-La-Croix, Saint Genès, Thermorel, Thomasson.

### Élections municipales et communautaires

#### Élections de 2020
Le conseil municipal de Glaine-Montaigut, commune de moins de 1 000 habitants, est élu au scrutin majoritaire plurinominal à deux tours avec candidatures isolées ou groupées et possibilité de panachage. Compte tenu de la population communale, le nombre de sièges à pourvoir lors des élections municipales de 2020 est de 15. Sur les trente candidats, quinze sont élus dès le premier tour, le 15 mars 2020, avec un taux de participation de 70,68 %.

#### Chronologie des maires
| Période                                  | Période                   | Identité         | Étiquette | Qualité |
| ---------------------------------------- | ------------------------- | ---------------- | --------- | ------- |
| Les données manquantes sont à compléter. |                           |                  |           |         |
| mars 2001                                |                           | Roger Balmes     |           |         |
| mars 2014                                | 28 mai 2020               | Gérard Bérard    |           |         |
| 28 mai 2020                              | En cours (au 3 juin 2020) | Nathalie Vachias |           |         |

## Équipements et services publics

### Enseignement
Glaine-Montaigut dépend de l'académie de Clermont-Ferrand. La commune fait partie d'un regroupement pédagogique avec les communes de Bort-l'Étang, Neuville et Sermentizon et a délégué les compétences scolaire, périscolaire, extra-scolaire au syndicat intercommunal de gestion des écoles publiques (SIGEP). Les élèves de maternelle et élémentaire sont scolarisés à Bort-l'Étang.
Ils poursuivent leur scolarité au collège du Beffroi, à Billom, puis au lycée René-Descartes de Cournon-d'Auvergne pour les filières générales et sciences et technologies du management et de la gestion, ou au lycée Lafayette de Clermont-Ferrand pour la filière sciences et technologies de l'industrie et du développement durable.

## Population et société

### Démographie
L'évolution du nombre d'habitants est connue à travers les recensements de la population effectués dans la commune depuis 1793. Pour les communes de moins de 10 000 habitants, une enquête de recensement portant sur toute la population est réalisée tous les cinq ans, les populations de référence des années intermédiaires étant quant à elles estimées par interpolation ou extrapolation. Pour la commune, le premier recensement exhaustif entrant dans le cadre du nouveau dispositif a été réalisé en 2007.

En 2022, la commune comptait 599 habitants, en évolution de +6,02 % par rapport à 2016 (Puy-de-Dôme : +2,1 %, France hors Mayotte : +2,11 %).
| 1793 | 1800  | 1806  | 1821  | 1831  | 1836  | 1841  | 1846  | 1851  |
| ---- | ----- | ----- | ----- | ----- | ----- | ----- | ----- | ----- |
| 782  | 1 100 | 1 135 | 1 111 | 1 075 | 1 107 | 1 019 | 1 030 | 1 012 |

| 1856 | 1861 | 1866 | 1872 | 1876 | 1881 | 1886 | 1891 | 1896 |
| ---- | ---- | ---- | ---- | ---- | ---- | ---- | ---- | ---- |
| 980  | 928  | 904  | 919  | 859  | 818  | 828  | 867  | 823  |

| 1901 | 1906 | 1911 | 1921 | 1926 | 1931 | 1936 | 1946 | 1954 |
| ---- | ---- | ---- | ---- | ---- | ---- | ---- | ---- | ---- |
| 802  | 728  | 708  | 616  | 594  | 570  | 528  | 479  | 433  |

| 1962 | 1968 | 1975 | 1982 | 1990 | 1999 | 2006 | 2007 | 2012 |
| ---- | ---- | ---- | ---- | ---- | ---- | ---- | ---- | ---- |
| 427  | 391  | 352  | 397  | 421  | 482  | 530  | 536  | 537  |

| 2017 | 2022 | - | - | - | - | - | - | - |
| ---- | ---- | - | - | - | - | - | - | - |
| 572  | 599  | - | - | - | - | - | - | - |

## Culture locale et patrimoine

### Lieux et monuments

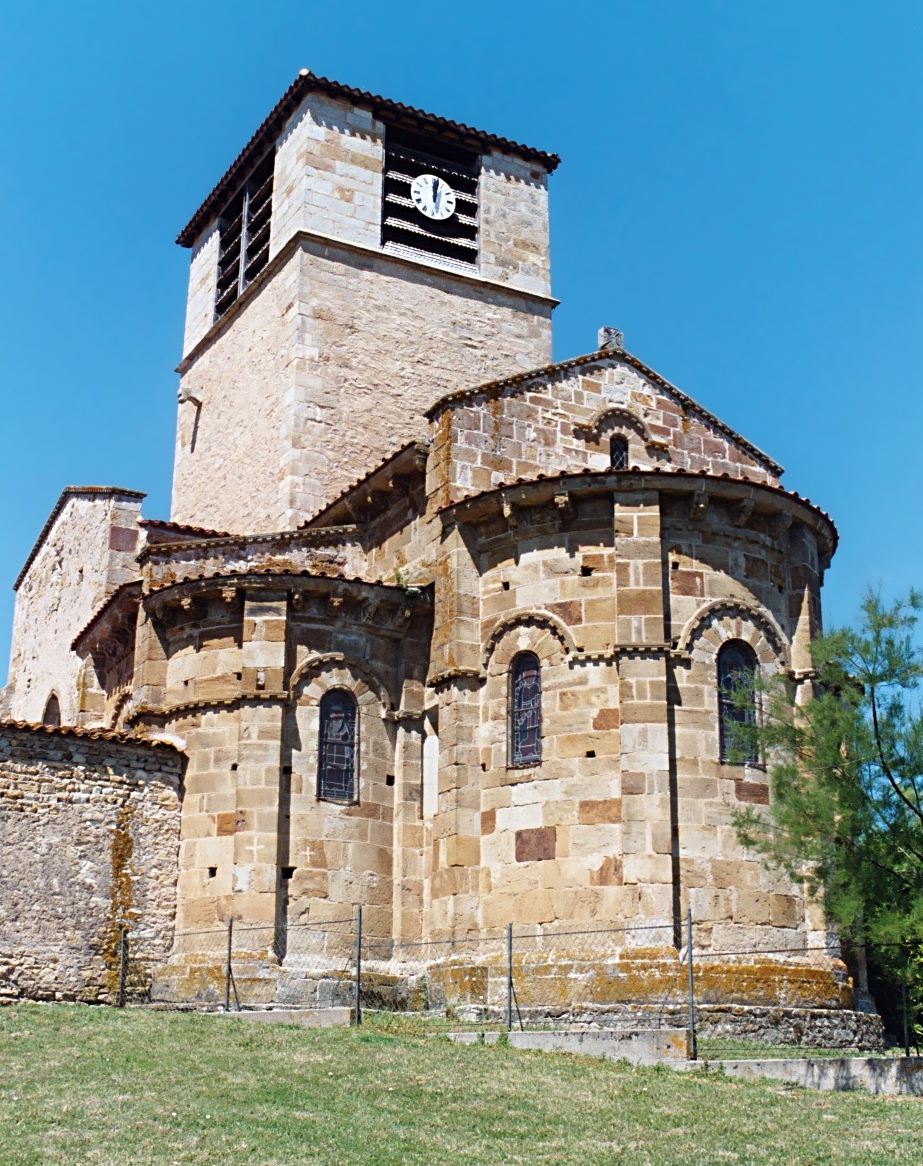
Le chevet de l'église Saint-Jean.

- Église Saint-Jean de Glaine-Montaigut, dans laquelle des peintures murales du XIIe siècle d'inspiration byzantine ont été découvertes et restaurées dans les années 1990[29],[30].
- Le château de (la) Molière(s)[31],[32], construit au XIIIe siècle et propriété en 1295 du chevalier Guillaume Aycelin, seigneur de La Broussolière, releva ensuite de la famille de La Chassaigne, dont Gaignon de La Chassaigne vers 1420. Comme il existait aussi un fief nommé (la) Chassa(i)gne à Glaine[33] et que ces deux seigneuries sont très souvent associées dans les textes[34], il est fort plausible que cette famille tirait son nom du Chassaigne de Glane [mais il existe bien d'autres sites homonymes, dont la Chassaigne à Thiers ; Chassaigne ou Chassangue dans le mandement de la seigneurie de Vollore à Celles (cf. Vollore, p. 132 et 172 ; la Chassagne à Coulandon etc.]. Toujours est-il que Jeanne de La Chassaigne, héritière par sa mère Annette d'Apchon de la Maison d'Apchon et fille de Jean de La Chassa(i)gne de La Molière[35],[36], épousa en 1472 Aimé/Amédée-Art(h)aud (VIII) de Saint-Germain-Montrond d'Apchon, sans postérité (2e moitié du XVe siècle ; Jeanne avait d'abord épousé Jacques de Chazeron de Vollore, mais l'official de Clermont avait prononcé la dissolution de ce 1er mariage en 1470[37]). La succession passa alors au frère cadet d'Aimé-Arthaud, Art(h)aud (IX) de St-Germain-Montrond d'Apchon (la grand-mère paternelle d'Aimé-Artaud et d'Artaud IX, donc la mère d'Artaud VII († 1494), était Louise, fille de Louis, comptour d'Apchon, et tante d'Annette ci-dessus), puis échut aux barons de Clermont-Lodève, aux d'Urfé, aux Chazeron de Vollore, enfin aux Montmorin-St-Hérem en 1581 : car Jean Ier Paillart d'Urfé (fl. dans la 2e moitié du XVe siècle, † v. 1504), conseiller-chambellan du roi, capitaine-châtelain de Thiern, bailli du Velay en 1478, fut baron d'Aurouze et de Conros par sa 1re femme Isabeau, fille de Jacques de Langeac, puis sire de La Molière et de La Chassagne par sa 2e épouse Jeanne de Clermont-Lodève (mariée en 1491, ses 3e noces pour elle ; elle tenait ces fiefs de son 2e mari Jean (II) de La Chassaigne d'Apchon, le fils de Jean et d'Annette, et le frère de Jeanne ci-dessus ; Jeanne, fille de Pons de Castelnau-Caylus de Clermont-Lodève, avait marié 1° Jean III d'Arpajon[38])[39]. Bien que Jean Paillart d'Urfé eût une postérité de sa 1re union, c'est sa fille Antoinette d'Urfé, fille de son 3e lit avec Marguerite, fille de Gilles d'Albon-St-André, qui hérita et devint donc dame de la Molière et de la Chassa(i)gne ; elle épousa en 1515 François de Chazeron de Vollore († 1555). Leur petite-fille Claude/Clauda de Chazeron (1560-1640)[40] convola en 1580/1581 avec Gaspard II de Montmorin († 1593), petit-fils de Gaspard Ier. Ensuite, la branche aînée des Montmorin-marquis de St-Herem garda seigneurie de la Molière jusqu'à la Révolution (Jean-Baptiste-François, 1704-1799) ; alors que la Chassaigne échut à leur branche cadette de Montmorin de La Chassaigne-seigneurs puis comtes de Montmorin, d'Edouard (fl. mi-XVIIe siècle) jusqu'à Armand-Marc (1745-1792).

### Patrimoine naturel
La commune de Glaine-Montaigut est adhérente du parc naturel régional Livradois-Forez.

### Personnalités liées à la commune
- Famille Aycelin de Montaigut